# Rosi Sailer
Rosi Sailer, po mężu Hofreiter (ur. 20 sierpnia 1931 w Kitzbühel) – austriacka narciarka alpejska, uczestniczka zimowych igrzysk olimpijskich 1952 rozgrywanych w Oslo.
Siostra Toniego i Rudiego Sailerów.

## Osiągnięcia

### Igrzyska olimpijskie
| Miejsce | Dzień     | Rok  | Miejscowość | Konkurencja | Czas biegu  | Strata   | Zwyciężczyni         |
| ------- | --------- | ---- | ----------- | ----------- | ----------- | -------- | -------------------- |
| 17.     | 20 lutego | 1952 | Oslo        | Slalom      | 2:20.9 min. | +10.3 s. | Andrea Mead-Lawrence |